# San Antonio Texas, Chiapas
San Antonio Texas är en ort i Mexiko.   Den ligger i kommunen Ocozocoautla de Espinosa och delstaten Chiapas, i den sydöstra delen av landet, 600 km öster om huvudstaden Mexico City. San Antonio Texas ligger 406 meter över havet och antalet invånare är 171. Den ligger vid sjön Presa Nezahualcoyotl.
Terrängen runt San Antonio Texas är kuperad åt sydväst, men åt nordost är den platt. Terrängen runt San Antonio Texas sluttar norrut. Runt San Antonio Texas är det ganska glesbefolkat, med 40 invånare per kvadratkilometer. Närmaste större samhälle är Raudales Malpaso, 9,8 km nordost om San Antonio Texas. I omgivningarna runt San Antonio Texas växer huvudsakligen savannskog.